# Cesó Emili Varri
Cesó Emili Varri (llatí: Kaeso Aemilius K. f. Varrius) va ser un arquitecte romà d'època incerta, conegut per una inscripció en la qual se l'identifica com a architectus exercit. Segurament formava part de la gens Emília, i pertanyia a la tribu Quirina.
Se suposa que es dedicava principalment a les obres d'enginyeria militar, que entre els romans eren considerades una branca de l'arquitectura.